# Memória episódica
A memória episódica é a memória de eventos autobiográficos (tempo, lugar, emoções associadas, como, quem, o que, quando, onde e as fontes de conhecimento) que pode ser explicitamente declarado ou conjurado. É a coleção de experiências pessoais passadas que ocorreram em um determinado momento e local. Por exemplo, se um indivíduo se lembra da festa do seu 6º aniversário, esta é uma memória episódica. Eles permitem que um indivíduo, de modo figurativo, viagem no tempo para lembrar o evento que teve lugar em um horário e local específico. 
A memória semântica e episódica pertence à categoria de Memória Declarativa, que é uma das duas principais divisões de memória - a outra é memória implícita.  O termo "memória episódica" foi cunhado por Endel Tulving em 1972. Ele menciona a distinção entre o conhecer e o recordar. Conhecer refere-se a algo mais factual (semântico) enquanto que recordar é associado a um sentimento localizado no passado (episódico). .
Tulving definiu três propriedades-chave da memória episódica. Estas são Senso de tempo subjetivo (ou viagem mental no tempo), conexão ao self e consciência autonoética. A consciência autonoética refere-se à autoconsciência que permite ao indivíduo a reflexão do próprio conteúdo da memória episódica, isto é, o ato de recordar permite ao indivíduo estar consciente do “eu” (self) em um tempo subjetivo. Além de Tulving, outros autores conceituaram importantes aspectos do processo de recordação, como imagens visuais, estrutura narrativa, recuperação de informações semânticas e sentimentos de familiaridade. 
Eventos que são armazenados na memória episódica podem desencadear a aprendizagem episódica, ou seja, uma mudança de comportamento que ocorre como resultado de um evento.. Por exemplo, o medo que uma pessoa tem de se aproximar de cães após ter sido mordido por um cachorro.
Um dos principais componentes da memória episódica é o processo de recordação (recollection). Este é um processo que provoca a recuperação de informações contextuais relativas a um evento específico ou de experiência anterior.

## Nove Propriedades
Existem essencialmente nove propriedades da memória episódica que a distinguem coletivamente de outros tipos de memória. Outros tipos de memória podem exibir algumas dessas propriedades, mas apenas a memória episódica apresenta todas as nove.
1. Contém registros resumidos do processamento sensorial-perceptivo-conceitual-afetivo.
2. Mantém padrões de ativação / inibição por longos períodos.
3. Frequentemente representadas na forma de (visual) imagens.
4. Sempre tem uma perspectiva a partir de um observador ou campo.
5. Representa períodos (curtos) de experiencias.
6. São representados em uma dimensão temporal em ordem de ocorrência.
7. Representações sujeitas a um rápido esquecimento.
8. Formam as representações autobiográficas.
9. Na recordação, as representações acessadas são re-experenciadas

## Neurociência Cognitiva
A formação de novas memórias episódicas está associada ao circuito neural que abrange a região do lobo temporal medial, uma estrutura que inclui o hipocampo. Prejuízos no lobo temporal medial acometem a recordação de eventos do passado, porém preservam a habilidade de armazenamento de novas memórias procedurais (como tocar piano ou dirigir um carro). 
O córtex pré-frontal (e em particular o hemisfério direito) também está envolvido na codificação/armazenamento de novas memórias episódicas. Pacientes com prejuízos no córtex pré-frontal tem preservado a aquisição de novas informações, porém não conseguem recordar das fontes. Por exemplo, eles conseguem reconhecer objetos vistos anteriormente, mas não conseguem se recordar do momento ou local em que foram vistos. Alguns pesquisadores acreditam que o córtex pré-frontal é responsável por organizar informações para um armazenamento mais eficiente, uma de suas funções executivas. Outros acreditam que o córtex pré-frontal está subjacente a estratégias semânticas que melhoram a codificação, como pensar sobre o significado do material de estudo ou recitá-lo na memória de trabalho. 
Os pesquisadores não concordam quanto ao tempo que as memórias episódicas são armazenadas no hipocampo. Alguns pesquisadores argumentam que as memórias episódicas são sempre armazenadas no hipocampo. Outros acreditam que o hipocampo mantém as representações episódicas por um curto período de tempo e, posteriormente, são consolidadas para o neocórtex. Essa última hipótese é mais provável devido a evidências de que a neurogênese no hipocampo adulto pode aliviar a remoção de antigas memórias e aumentar a eficiência de formar novas memórias.

## Relação com a Memória Semântica
Endel Tulving originalmente descreveu a memória episódica como um registro da experiência de um indivíduo que mantinha temporariamente as informações e relações espaço-temporais . Uma característica da memória episódica descrita por Tulving é capacidade do indivíduo em reviver algum aspecto do episódio original armazenado na memória. Essa capacidade é referida como “viagem mental no tempo”. A memória semântica, no entanto, é o registro de fatos, conceitos e conhecimento sobre o mundo. Uma hipótese é de que a memória semântica é derivada do acúmulo de muitos episódios. Por exemplo, todos os episódios em que vimos um cão, como aparenta e os sons que emite, contribuíram para a construção da representação de uma categoria semântica (cães). Estas memórias episódicas estão associadas à representação semântica de “cão” e, por outra via, as novas experiências que vivemos (novos episódios) modificarão a representação semântica que temos da categoria “cão”. 
A memória declarativa é composta pela memória semântica e episódica. Cada um deles representa diferentes partes de um todo.  Assim, algo que afeta a memória episódica também pode afetar a memória semântica. Por exemplo, a amnésia anterógrada (déficits do lobo temporal medial) compromete a memória declarativa, tanto a episódica como a semântica . Originalmente, Tulving propôs que a memória episódica e semântica eram sistemas separados que competiam entre si durante a recuperação. No entanto, essa teoria foi rejeitada por experimentos de Howard e Kahana sobre a Análise Semântica Latente (LSA) que demonstrou evidências opostas. Invés de aumentar a semelhança semântica quando há diminuição na força das associações temporais, ambas atuam conjuntamente, fortalecendo pistas semânticas na recuperação quando as pistas episódicas são mais fortes também . 

## Diferenças relacionadas com a idade
A memória episódica emerge aproximadamente entre 3 a 4 anos de idade. A ativação de áreas específicas do cérebro (principalmente o hipocampo) parece ser diferente entre os jovens (de 23 a 39 anos) e os idosos (67 a 80 anos) durante a recuperação episódica da memória. . As pessoas mais velhas tendem a ativar o hipocampo esquerdo e direito, enquanto as pessoas mais jovens ativam apenas o esquerdo.

## Relação com a Emoção
A relação entre emoção e memória é complexa, mas geralmente, a emoção tende a aumentar a probabilidade de um evento ser lembrado posteriormente e a vivacidade deste. A memória do flashbulb é um exemplo disso. Um exemplo seria a lembrança da experiência de ter um membro da família próximo doente ou a lembrança de ter conseguido o brinquedo exato que queria no Natal na infância. A experiência possui tanto significado emocional que é codificado como uma memória extremamente vívida, quase perfeita. Memórias de flashbulb podem ocorrer devido à nossa propensão a ensaiar e a recontar esses eventos emocionais, fortalecendo-os na memória .

## Melhoramento Farmacológico
Em adultos saudáveis, a memória episódica visual de longo prazo pode ser aprimorada especificamente através da administração do inibidor de esteretileno de acetilcolina Donepezil, enquanto a memória episódica verbal pode ser melhorada em pessoas com o genótipo val / val do polimorfismo val158met através da administração do penetrante do SNC específico Inibidor da catecolamina-O-metiltransferase Tolcapone. Além disso, a memória episódica é aprimorada através do AZD3480, um agonista seletivo no receptor nicotínico neuronal alpha4beta2, desenvolvido pela empresa Targacept . Atualmente, existem vários outros produtos desenvolvidos por várias empresas - incluindo novos inibidores da catecolamina-O-metiltransferase com menos efeitos colaterais - que visam melhorar a memória episódica. Um recente estudo, controlado por placebo, descobriu que a DHEA, que é um antagonista funcional do cortisol, melhora a memória episódica em homens jovens saudáveis.
Em 2015, uma meta-análise, com evidências de alta qualidade, descobriu que as doses terapêuticas de anfetaminas e metilfenidatos melhoram o desempenho na memória de trabalho, memória episódica e em testes de controle inibitório em adultos saudáveis normais.

## Déficits
- Com base em uma revisão de estudos comportamentais, sugere-se que haja déficits seletivos ao sistema de memória episódica límbica-pré-frontal em algumas pessoas com autismo [24]. Outro estudo aponta para a evidência de déficits autistas na memória episódica ou na memória autoconsciente de eventos pessoais vividos.[25]
- O rótulo "amnésia" refere-se frequentemente a pacientes com déficit de memória episódica.
- A doença de Alzheimer tende a comprometer o hipocampo antes de outras áreas do cérebro.
- Um tipo raro de intoxicação por marisco denominado envenenamento amnésico de marisco ou "ASP", compromete de forma bastante eficaz e irreversivelmente o hipocampo, resultando na amnésia.
- A síndrome de Korsakoff é causada pela deficiência de tiamina (vitamina B1), uma forma de desnutrição que pode ser precipitada pelo consumo excessivo de álcool em comparação com os alimentos.
- Um nível agudo de cortisol (por injeção) pode inibir significativamente a recordação de memórias autobiográficas[26], o que pode contribuir para déficits de memória encontrados na depressão.
- O uso de MDMA ("Ecstasy") foi associado a déficits persistentes na memória episódica[27][28].

## Estudos com Animais
Tulving (1983) propôs que para atender aos critérios da memória episódica, a evidência de recordação consciente deve ser fornecida. Demonstrar a existência da memória episódica na ausência de linguagem e, portanto, em animais não-humanos, é impossível, porque não há indicadores comportamentais não linguísticos sobre a experiência consciente. 
Essa ideia foi desafiada pela primeira vez por Clayton e Dickinson em seu trabalho com o “Western scrub jay” (Aphelocoma Californica). Eles puderam demonstrar que essas aves podem possuir um sistema de memória episódico ao observar que as aves conseguem o local onde eles armazenaram diferentes tipos de alimentos, recuperando-os de forma discriminada, dependendo do quanto um alimento é perecível e do tempo decorrido desde o armazenamento deste. Assim, scrub-jays parece lembrar-se do "que-onde-quando" de eventos específicos anteriores. Os autores argumentaram que este procedimento atende aos critérios comportamentais para a memória episódica, mas referem-se à habilidade como memória "parecida com a episódica" porque o estudo não abordava os aspectos fenomenológicos da memória episódica.
Após um estudo realizado pela Universidade de Edimburgo (2006), os beija-flores foram os primeiros animais a demonstrar dois dos aspectos da memória episódica - a capacidade de recordar onde certas flores estavam localizadas e o tempo em que foram visitadas recentemente. Outros estudos demonstraram esse tipo de memória em diferentes espécies animais, como cães, ratos, abelhas e primatas.
A capacidade dos animais de codificar e recuperar experiências passadas depende dos circuitos do lobo temporal medial, uma estrutura que inclui o hipocampo. Estudos de lesões animais forneceram conclusões significativas relacionadas à importância de estruturas cerebrais específicas para a memória episódica. Por exemplo, as lesões do hipocampo têm impacto grave em todos os três componentes (o que, onde e quando) em animais, sugerindo que o hipocampo é responsável por detectar novos eventos, estímulos e lugares ao formar novas memórias e na recuperação dessa informação posteriormente.
Apesar de áreas neuronais semelhantes e evidências de experimentos, alguns estudiosos permanecem cautelosos sobre as comparações com a memória episódica humana. Semelhanças e diferenças entre humanos e outros animais são atualmente muito debatidos.

## Memória Autobiográfica
Uma memória autobiográfica é uma representação pessoal de eventos gerais ou específicos e fatos pessoais. A memória autobiográfica também se refere à memória da história de uma pessoa. Um indivíduo não se lembra de exatamente tudo o que aconteceu no passado. A memória é construtiva, onde a experiência anterior afeta como nos recordamos de eventos e as informações recordadas. A memória autobiográfica é construtiva e reconstruída como um processo evolutivo da história. A confiabilidade das memórias autobiográficas é questionável devido a distorções de memória. As memórias autobiográficas podem diferir para períodos especiais de vida. As pessoas se lembram de alguns eventos pessoais dos primeiros anos de vida. A perda desses primeiros eventos é denominada de amnésia infantil. As pessoas tendem a se recordar de muitos eventos pessoais da adolescência e início da idade adulta. Além disso, as pessoas lembram muitos eventos pessoais de seus últimos anos. 
Sabe-se que as memórias autobiográficas inicialmente são armazenadas como memórias episódicas, mas é atualmente desconhecido se memórias autobiográficas são iguais às memórias episódicas ou se as memórias autobiográficas se convertem em memórias semânticas com o tempo.

## Tipos
- Eventos específicos
  - Quando você põe o pé no oceano pela primeira vez.
- Eventos gerais
  - A sensação de entrar no oceano em geral. Esta é uma lembrança do que é um evento pessoal. Geralmente pode basear-se nas lembranças de ter pisado no oceano, muitas vezes durante os anos.
- Fatos pessoais
  - "Quem foi o presidente do País quando nasci?"
- Memórias de flashbulb
  - As memórias do flashbulb são memórias autobiográficas críticas sobre um evento importante.

## Modelos de Rede Neural
As memórias episódicas podem ser armazenadas em redes neurais auto-associadas (por exemplo, uma rede Hopfield) se o armazenamento da representação inclui informações sobre o contexto espaço-temporal em que um item foi estudado. 